# Isogenoides elongatus
Isogenoides elongatus és una espècie d'insecte plecòpter pertanyent a la família dels perlòdids.

## Alimentació
Menja al voltant d'un 65% de matèria animal (sobretot, simúlids i cloropèrlids, i, en menor mesura, efemeròpters i tricòpters) i d'un 35% de matèria vegetal.

## Hàbitat
En el seu estadi immadur és aquàtic i viu a l'aigua dolça, mentre que com a adult és terrestre i volador (del maig al juliol).

## Distribució geogràfica
Es troba a Nord-amèrica: l'oest del Canadà (Alberta, la Colúmbia Britànica i Manitoba) i els Estats Units (Arizona, Colorado, Idaho, Montana, Nou Mèxic, Dakota del Sud, Utah, Washington i Wyoming).